# Boxmeer
Ne doit pas être confondu avec Boxtel.
Boxmeer (prononcé : [bɔksˈmeːr] ) est un village néerlandais situé dans l'est de la province du Brabant-Septentrional. Il constitue une commune jusqu'au 1er janvier 2022, lorsque la commune de Boxmeer fusionne avec les communes voisines de Cuijk, Mill en Sint Hubert, Grave et Sint Anthonis pour former la nouvelle commune du Pays de Cuijk, qui devient la commune la plus étendue de la province, voisine de la Gueldre et du Limbourg.

## Localités
Outre le village de Boxmeer, l'ancienne commune de Boxmeer comprend :
- Beugen ;
- Groeningen ;
- Holthees ;
- Maashees ;
- Oeffelt ;
- Overloon ;
- Rijkevoort ;
- Sambeek ;
- Vierlingsbeek ;
- Vortum-Mullem.

## Patrimoine architectural
- Couvent des Carmes (Karmelietenklooster), XVIIe siècle.

## Jumelage
- Sigmaringen (Allemagne) depuis 2001